# Furie des Verschwindens
Der Ausdruck Furie des Verschwindens stammt aus Georg Wilhelm Friedrich Hegels Phänomenologie des Geistes und bezeichnet dort – im Zusammenhang seiner Kritik an der Französischen Revolution mit ihrer Phase der Schreckensherrschaft – das problematische Verhältnis zwischen allgemeiner Freiheit und historisch-politischem Handeln: „Kein positives Werk noch Tat kann also die allgemeine Freiheit hervorbringen; es bleibt ihr nur das negative Tun; sie ist nur die Furie des Verschwindens“, heißt es entsprechend bei Hegel.
Hans Magnus Enzensberger griff den Ausdruck 1980 auf, um einen seiner Gedichtbände entsprechend zu betiteln. Im letzten Gedicht des Bandes wird Hegels Gedanke aufgegriffen: Der Furie fällt dort an Historischem zu, „was zunächst unmerklich, / dann schnell, rasend schnell fällt [...]; sie allein bleibt, ruhig, / die Furie des Verschwindens.“